# Григореску, Еремия
Иеремия Григореску (рум. Eremia Grigorescu; 28 ноября 1863, село Голэшей, Тыргу-Бужор, жудец Галац, Румыния — 21 июля 1919, Бухарест, Румыния) — румынский генерал-лейтенант, участник Первой мировой войны, военный министр Румынии.

## Биография
Родился в деревне Голэшей близ Тыргу-Бужор. Образование получил в средней школе в Галаце и в Ясском колледже на медицинском факультете.
В 1884 году был зачислен на румынскую военную службу в артиллерию и командирован в Сорбоннский университет для прохождения курса математики. В 1887 году принят в военное министерство Румынии, где служил до начала XX века. В 1907 году возглавил военно-инженерную школу, затем командовал 14-й пехотной дивизией.
Накануне Первой мировой войны получил в командование 15-ю пехотную дивизию, во главе которой сражался в Карпатах против Австро-Венгрии. В октябре 1916 года Григореску остановил наступление немецких войск в Молдавии, за что в январе 1917 года российский император Николай II пожаловал ему орден св. Георгия 4-й степени.
В конце 1916 года Григореску получил в командование румынскую армию, к которой была прикомандирована и одна русская пехотная дивизия. На этом посту он отличился против немецкого генерала фон Герока. В июле 1917 года Григореску с успехом действовал против Макензена.
24 октября 1918 года Григореску был назначен военным министром Румынии, но находился на этой должности недолго, поскольку уже 28 ноября был назначен министром торговли и промышленности. Незадолго до смерти, последовавшей 21 июля 1919 года в Бухаресте, Григореску был назначен генерал-инспектором армии.